# مالی منینگ واکر
مالی منینگ واکر (به انگلیسی: Molly Manning Walker؛ متولد ۱۴ سپتامبر ۱۹۹۳) فیلمبردار و کارگردان بریتانیایی ساکن لندن است. اولین فیلم بلند او چگونه رابطه جنسی داشته باشیم (۲۰۲۳) جایزه نوعی نگاه را در جشنواره فیلم کن ۲۰۲۳ و  جایزه کشف اروپایی - جایزه فیپرشی را در سی و ششمین دوره جوایز فیلم اروپا از آن خود کرد. 
در سال ۲۰۲۴ او در هفتاد و هفتمین دوره جوایز فیلم آکادمی بریتانیا برای فیلم چگونه رابطه جنسی داشته باشیم نامزد دو جایزه فیلم برجسته بریتانیایی و جایزه بفتای بهترین فیلم اول یک نویسنده، کارگردان یا تهیه‌کننده بریتانیایی شد.

## زندگی و تحصیل
منینگ واکر در منطقه غربی لندن ایلینگ متولد شد. برادر بزرگترش چارلی مانینگ واکر عضو گروه چبی و باند است.
منینگ واکر در دبیرستان التورن پارک و صومعه سنت آگوستین تحصیل کرد. او در مدرسه به عکاسی علاقه داشت و از او دعوت شد تا از یک رویداد جنبش اشغال لندن عکاسی کند، که آن را به یک مستند تبدیل کرد. او در دانشگاه هنر بورنموث در رشته سینماتوگرافی تحصیل کرد و در سال ۲۰۱۵ با مدرک لیسانس هنر (BA) فارغ‌التحصیل شد و در سال ۲۰۱۸ با مدرک کارشناسی ارشد هنر (MA) از مدرسه ملی فیلم و تلویزیون فارغ‌التحصیل شد
منینگ واکر یکی از بنیانگذاران باشگاه فوتبال بیبز سیتی بود.

## فیلم‌شناسی
| سال  | عنوان                                                        | سینماکار | نویسنده | مدیر |
| ---- | ------------------------------------------------------------ | -------- | ------- | ---- |
| ۲۰۱۲ | خارج از تون (کوتاه)                                          | بله      | خیر     | خیر  |
| ۲۰۱۵ | نفرت بیشتر از ترس (کوتاه)                                    | بله      | بله     | خیر  |
| ۲۰۱۵ | خدیجه                                                        | بله      | خیر     | خیر  |
| ۲۰۱۶ | جهان‌ها استیر من (کوتاه)                                      | بله      | خیر     | بله  |
| ۲۰۱۶ | میمون نرم و نرم گیرنده                                       | بله      | خیر     | خیر  |
| ۲۰۱۷ | سرب (کوتاه)                                                  | بله      | خیر     | خیر  |
| ۲۰۱۷ | فشار کابین (کوتاه)                                           | بله      | خیر     | خیر  |
| ۲۰۱۷ | کوچک شدن                                                     | بله      | خیر     | خیر  |
| ۲۰۱۷ | آینه‌های شهر: اعمال تصادفی - رقص بزرگ (کوتاه)                 | بله      | خیر     | خیر  |
| ۲۰۱۸ | تام واکر: راه من (ویدئو کوتاه)                               | بله      | خیر     | خیر  |
| ۲۰۱۸ | غیر قابل خوردن (کوتاه)                                       | بله      | خیر     | خیر  |
| ۲۰۱۹ | مادرم (کوتاه)                                                | بله      | خیر     | خیر  |
| ۲۰۱۹ | «لا انترویستا»                                               | بله      | خیر     | خیر  |
| ۲۰۱۹ | هفت                                                          | بله      | خیر     | خیر  |
| ۲۰۱۹ | پاک و عمیق (کوتاه)                                           | بله      | خیر     | خیر  |
| ۲۰۱۹ | شهر کودکان (کوتاه)                                           | بله      | خیر     | خیر  |
| ۲۰۱۹ | یک خط (کوتاه)                                                | بله      | خیر     | خیر  |
| ۲۰۱۹ | جیمز بلیک: نمی‌توانم باور کنم که ما چگونه جریان داریم (کوتاه) | بله      | خیر     | خیر  |
| ۲۰۱۹ | ۱ نوامبر (کوتاه)                                             | بله      | خیر     | خیر  |
| ۲۰۱۹ | پومپئی                                                       | بله      | خیر     | خیر  |
| ۲۰۱۹ | خواهر ما (کوتاه)                                             | بله      | خیر     | خیر  |
| ۲۰۱۹ | غیاب (کوتاه)                                                 | بله      | خیر     | خیر  |
| ۲۰۲۰ | «سی» فراموش شده                                              | بله      | بله     | بله  |
| ۲۰۲۰ | آکرمون                                                       | بله      | خیر     | خیر  |
| ۲۰۲۰ | ممنون، تو؟ (کوتاه)                                           | خیر      | بله     | بله  |
| ۲۰۲۳ | کلاهبردار                                                    | بله      | خیر     | خیر  |
| ۲۰۲۳ | چگونه رابطه جنسی داشته باشیم                                 | خیر      | بله     | بله  |